# Aracnología
La aracnología (del griego: αραχνη, arachne, 'araña', y λόγος, logos, 'conocimiento') es una rama de la zoología dedicada al estudio de las arañas, los escorpiones, los ácaros y otros organismos relacionados conocidos como arácnidos. Estos artrópodos están caracterizados por presentar cuatro pares de patas, aparato bucal con un par de estructuras conocidas como quelíceros, un par de pedipalpos, y el cuerpo dividido en cefalotórax y abdomen.

## Historia
Las primeras arañas fueron descritas hace 250 años por Carl Alexander Clerck, contemporáneo y compatriota de Linneo y que puede considerarse como el primer aracnólogo.

## Disciplinas
Existen diferentes aspectos en el estudio de los arácnidos. Las disciplinas básicas son la taxonomía, es decir, describir y dar nombre a cada una de las especies y la sistemática, es decir, la clasificación de dichas especies en el marco sistemático de los arácnidos. Una vez realizada la labor básica pueden abordarse otros aspectos del conocimiento de los arácnidos, como su anatomía y fisiología (incluyendo el estudio de su veneno), su relación con el entorno y con otros seres vivos (ecología), su comportamiento (etología), su distribución geográfica (biogeografía), etc. Especialmente interesantes son los estudios encaminados al uso de arañas como agentes de control biológico de plagas agrícolas.

## Sociedades de aracnología
Existen numerosas sociedades científicas de aracnología, cuya principal misión es alentar el intercambio de ideas entre los investigadores, la organización de reuniones y congresos, y la publicación de revistas especializadas.
- American Arachnological Society
- Arachnological Society of Japan]
- Arachnologische Gesellschaft
- Australasian Arachnological Society
- Belgische Arachnologische Vereniging/Société Arachnologique de Belgique
- British Arachnological Society
- Czech Arachnological Society
- European Society of Arachnology
- Grupo Ibérico de Aracnología-Sociedad Entomológica Aragonesa
- International Society of Arachnology
- Turkish Arachnological Society